# L'Enfant au grelot
Pour plus de détails, voir Fiche technique et Distribution.
L'Enfant au grelot est un court métrage de Noël d'animation français réalisé par Jacques-Rémy Girerd, sorti en 1998. 
C'est un dessin animé en deux dimensions. Le court métrage a remporté le Cartoon d'or (en).

## Synopsis
Un jour d'hiver, alors qu'il achève sa tournée, le facteur Grand-Jacques voit descendre du ciel un panier d'osier, dans lequel repose un bébé qui tient un grelot serré dans sa main. Prénommé Charlie, l'enfant grandit dans un orphelinat. Il a conservé son grelot et prend l'habitude de lui parler. Il tente de découvrir le secret de ses origines. À la suite et fin il va apprendre que le père noël est son vrai père.

## Fiche technique
- Titre original : L'Enfant au grelot
- Réalisation : Jacques-Rémy Girerd
- Scénario : Jacques-Rémy Girerd, Benoît Chieux, Damien Louche-Pélissier
- Musique : Serge Besset
- Montage : Hervé Guichart[1]
- Son : Loïc Burkhardt[1]
- Direction artistique:  Benoît Chieux, Damien Louche-pélissier
- Direction de la photographie : Patrick Tallaron[1]
- Direction de l'animation : Michael Dudok de Wit
- Production : Patrick Eveno
- Sociétés de production : Folimage, France 3, Canal+, ZDF, EVA Entertainment
- Société de distribution : Folimage
- Pays de production :  France
- Langue originale : français
- Format : couleurs[1] - 1,66[1] - 35 mm - Dolby SR[1]
- Durée : 28 minutes[1]
- Date de sortie :
  - France : 14 octobre 1998

## Distribution
- Pierre-Henri Dutron
- Marie-Hélène Leschiera
- Françoise Monneret
- Jean-Paul Racodon
- Pierre Saphores

## Exploitation
Le film est sélectionné dans plusieurs festivals d'animation internationaux à travers le monde, à Dresde, Espinho, Uppsala, Stuttgart.

## Accueil critique
Une analyse du film par Stéphane Kahn : « Sans doute est-ce par sa simplicité que L'enfant au grelot sut ne pas vieillir. Avec ses décors biscornus, ses maisons de guingois, ses harmonieuses couleurs pastels et l'évidence d'un trait volontiers naïf (des triangles et quelques lignes pour figurer les arbres, une forêt), le film ne s'emploie jamais à impressionner, mais toujours à émouvoir. C'est là probablement, tandis qu'à l'écran tombe la neige et souffle le vent, le secret de sa magie et de sa capacité à toucher directement l'enfant en quiconque le regarde. »

## Distinction
Le court métrage remporte le Cartoon d'or (en) en 1998.

## Produits dérivés

### Éditions en vidéo
Le court métrage est édité en VHS et en DVD en 2001 par Citel vidéo. L'édition DVD contient un making of du court métrage, ainsi qu'un autre court métrage d'animation, Patate et le jardin potager. Le DVD est réédité en 2006. En 2004, le court métrage fait l'objet d'une édition regroupée avec La Merveilleuse Histoire de Noël dans un coffret de deux DVD sur le thème de Noël. En 2008, L'Enfant au grelot est édité en DVD par France Télévisions Distribution dans un DVD titré L'Enfant au grelot et autres belles histoires, où il est regroupé avec sept autres courts métrages animés de Jacques-Rémy Girerd ; les compléments comprennent le making of du film et un reportage sur le réalisateur.

### Albums illustrés
L'Enfant au grelot a été adapté en album illustré, paru chez Casterman en 2007  (ISBN 978-2-203-00585-3) puis réédité dans une autre version en 2013  (ISBN 978-2-203-07099-8)